# Pycnomerus lefevrei
Pycnomerus lefevrei es una especie de coleóptero de la familia Zopheridae.

## Distribución geográfica
Habita en República Democrática del Congo y Angola.